# Radim Kučera
Radim Kučera [ˈradim ˈkutʃɛra] (* 1. März 1974 in Valašské Meziříčí) ist ein tschechischer Fußballspieler.

## Karriere
Kučera begann mit dem Fußballspielen 1980 beim TJ Vigantice. Weitere Stationen waren Dukla Hranice, VP Frýdek-Místek, Kaučuk Opava und Sigma Olmütz. Seit 2005 spielt Kucera für Arminia Bielefeld, wo sein Vertrag bis 2009 lief und sowohl für die erste als auch die zweite Bundesliga galt. Außerdem hatten die Ostwestfalen eine Option auf Verlängerung für ein weiteres Jahr.
Sein erstes Tor in der Bundesliga gelang ihm am 9. Spieltag der Saison 2006/2007 beim 5:1-Heimsieg der Arminia gegen Alemannia Aachen. Nur ein Heimspiel später gelang ihm der wichtige Ausgleichstreffer zum 2:2-Endstand gegen Hertha BSC.
Nach fünf Jahren bei Arminia Bielefeld, wechselte er im Jahr 2010 zurück zu Sigma Olmütz, wo ihm auch eine Anstellung nach der Karriere als Fußballer in Aussicht gestellt wurde.
Kučera kann als defensiver Allrounder sowohl in der Innenverteidigung, als Außenverteidiger, sowie auch im defensiven Mittelfeld eingesetzt werden.
Seine Fans bei der Arminia nennen ihn auch „Kutsche“.

## Privatleben
Radim Kučera ist verheiratet und hat zwei Kinder.